# Christian Vandendorpe
Christian Vandendorpe, né en 1943 à Blandain (Tournai), est un professeur émérite de l'Université d'Ottawa.
Intéressé par la sémiotique (sémiotique cognitive) et la rhétorique, il s'est spécialisé dans les théories de la lecture.
Il a également travaillé sur la didactique de l’écrit, les liens entre le numérique et le savoir (production, diffusion, réception, apprentissage, texte et hypertexte) et le récit de rêve.

## Biographie
Après des études en Belgique, où il fait une licence en philologie classique à l'Université catholique de Louvain en 1964 et une agrégation de l'enseignement secondaire supérieur à la même université en 1965, il est professeur de grec, de latin et de français au Zaïre de 1964 à 1967 et professeur de français au Québec de 1968 à 1972. À partir de 1973, il collabore à la revue Québec français, qu'il tire, avec Gilles Dorion, de son sommeil et qu'il dirigera sur le plan matériel et éditorial de 1974 à 1985. Il est conseiller pédagogique à la Commission scolaire La Jeune-Lorette de 1973 à 1986.
Christian Vandendorpe obtient son doctorat en didactique de l'Université Laval en 1988. Sa thèse s'intitulait Apprendre à lire des fables au primaire : structures textuelles et schéma cognitif. Elle a été publiée en 1989 aux Éditions du Préambule sous le titre Apprendre à lire des fables. Une approche sémio-cognitive.
En 1987-1988, il devient professeur remplaçant au Département des lettres françaises de l'Université d'Ottawa, puis professeur adjoint de 1988 à 1992, professeur agrégé de 1992 à 1998 et professeur titulaire de 1998 à 2007. Il a pris sa retraite le 30 juin 2007.
De 1993 à 2007, il a été directeur du Centre d’écriture de la Faculté des arts de l'Université d'Ottawa.
En 2008, il reçoit le prix de la SDH/SEMI pour ses réalisations.
De 2008 à 2011, il a été vice-président, diffusion de la recherche, de la Fédération des sciences humaines (en).
Depuis 2005, il fait partie d'un groupe de recherche, INKE (Implementing New Knowledge Environments), qui travaille à améliorer les interfaces de lecture sur écran.
En décembre 2014, il est nommé « résident honoraire wikipédien » pour 2014-2015 à l'Université de Victoria.
Christian Vandendorpe fait partie, ou a fait partie, du comité de rédaction de plusieurs revues : Applied Semiotics / Sémiotique appliquée, ALSIC. Apprentissage des langues et systèmes d'information et de communication, Communication & langages, Protée, L'Astrolabe, @nalyses, Opuscula : Short Texts of the Middle Ages and Renaissance et Digital Studies / Le champ numérique.